# Jeřmanice
Jeřmanice är en ort i Tjeckien. Den ligger i den norra delen av landet, 80 km nordost om huvudstaden Prag. Jeřmanice ligger 456 meter över havet och antalet invånare är 346.
Terrängen runt Jeřmanice är kuperad åt nordost, men åt sydväst är den platt. Runt Jeřmanice är det ganska tätbefolkat, med 75 invånare per kvadratkilometer. Närmaste större samhälle är Liberec, 8,0 km norr om Jeřmanice. Omgivningarna runt Jeřmanice är en mosaik av jordbruksmark och naturlig växtlighet.